# 第17軍 (ドイツ軍)
第17軍（だい17ぐん、独Deutsche 17. Armee）は、第二次世界大戦時のドイツ軍の部隊である。

## 歴史
1941年6月22日、ドイツ軍がバルバロッサ作戦を発動、ソビエト連邦への侵攻を開始した時、第17軍は南方軍集団に所属していた。7月1日よりハンガリーの快速軍団（Fast Moving Army Corps、Gyorshadtest）は第17軍の所属となった。
第17軍はロシア南地方でソ連軍と激しい戦いを交わした。第17軍は第1装甲軍と共同でウーマニの戦いの間、ウクライナ中部のウーマニ近郊でソ連軍を包囲、約100,000名を捕虜とした。
その後、第17軍はキエフの戦いに参加、さらにソ連軍を包囲を行った。約450,000名のソ連軍将兵を捕虜としたが、ソビエト南方方面軍司令官セミョーン・ブジョーンヌイ元帥を捕らえることはできなかった。
キエフの戦いの後、ドイツ軍の目標はモスクワに移動し、モスクワの戦いが始まることとなる。そのため、南方軍集団は1941年の残りの期間、大規模攻撃を停止した。
1942年のドイツ軍の戦略は、南部戦線での夏季攻勢ブラウ作戦であった。ブラウ作戦の目標は、第一段階で、ドン川西岸のソ連軍を撃破し、第2段階では、攻勢軸を2つに分け、一つは、スターリングラード北方でボルガ川に到達する事、一つは、コーカサス半島を南下しバクー油田を占領する事、であった。
ブラウ作戦は、1942年6月28日に始まったが、1942年7月23日には、第一段階は達成したと認識され、総統命令第45号が発令され、南方軍集団は、コーカサスを担当するA軍集団（ウィルヘルム・リスト元帥）と、ボルガ川を目指すB軍集団（マクシミリアン・フォン・ウァイクス上級大将）に分割された。第17軍は、第一装甲軍、第11軍、ルーマニア第3軍とともに、A軍集団に配属された。
第17軍は、第一装甲軍とともに、コーカサスでの攻勢主力部隊であったが、戦線右翼を担当した。防御に適した山岳地形、頑強なソ連軍の抵抗、燃料不足、スターリングラードで苦戦するB軍集団に戦力と資源の優先割り当て、などで、進撃ははかどらなかった。8月末には、ブランデンブルク連隊がマイコプ油田を占領したが、油田設備は事前にソ連軍によって徹底的に破壊されており石油を得ることはできなかった。ソ連軍が、スターリングラード戦線で反撃に出た11月下旬には、コーカサス戦線は、膠着状態に陥っていた。
11月下旬のソ連軍の反攻により、B軍集団の第6軍全部と第4装甲軍の一部は、スターリングラードで包囲されてしまい、A軍集団の攻勢作戦は、公式に中止となり、クバンの橋頭堡を除いて、ドン川の線まで、後退することが命令された。第17軍は、クバン橋頭堡を保持することを命令されたが、これは、将来のコーカサスでの攻勢再開の為という総統の強い意向によるものであった。陸上補給路が絶たれてからは、毎日、1,000トンの物資が空中索道によりケルチ海峡を渡って、クバン橋頭堡の第17軍に補給されていた。
クルスク戦のあとのソ連軍の攻勢により、ウクライナでは、ソ連軍の西進が続き、1943年10月までに第17軍はクバン橋頭堡からケルチ海峡を渡ってクリミア半島へ退却せざるを得なくなっていた。1943年11月には、ペレコープ地峡は遮断され、第17軍はクリミア半島に孤立することになったが、ヒトラーはクリミア半島を失うことにより、プロエシュチ油田がソ連軍爆撃機の行動圏内に入ることと、中立であるトルコに与える政治的悪影響を考慮し、第17軍の海路を使っての退却を禁じた。しかし、1943年の内にソ連軍はケルチ海峡を渡ってクリミア半島への上陸を開始、さらに1944年4月10日、ソ連軍は腐海（スィヴァーシュ）へ移動、ペレコプ地峡への攻撃を行い、第17軍をセヴァストポリへ押し込んだ。第17軍には、セバストポリの死守が厳命されていたが、ソ連軍の迅速な進撃の前に、セヴァストポリの防衛準備は不十分なものであった。
そして、1944年5月13日、セヴァストポリ要塞は、攻防が始まってからわずか1ヶ月未満で陥落した。最終段階では、海路を使って撤退作戦が行われたが、第17軍は、ほとんどすべての重装備を失い、将兵の損失は将兵約65,100名であった。

## 司令官
| 着任           | 離任          | 階級（当時） | 氏名                                             |
| -------------- | ------------- | ------------ | ------------------------------------------------ |
| 1940年12月20日 | 1941年10月4日 | 歩兵大将     | カール＝ハインリヒ・フォン・シュテュルプナーゲル |
| 1941年10月5日  | 1942年4月19日 | 上級大将     | ヘルマン・ホト                                   |
| 1942年4月20日  | 1942年5月31日 | 上級大将     | ハンス・フォン・ザルムート                       |
| 1942年6月1日   | 1943年6月24日 | 上級大将     | リヒャルト・ルオッフ                             |
| 1943年6月25日  | 1944年3月1日  | 上級大将     | エルヴィン・イェーネッケ                         |
| 1944年3月2日   | 1944年3月31日 | 歩兵大将     | フェルディナント・シェルナー                     |
| 1944年4月1日   | 1944年4月28日 | 上級大将     | エルヴィン・イエーネッケ                         |
| 1944年5月1日   | 1944年7月25日 | 歩兵大将     | カール・アルメンディンガー （Karl Allmendinger） |
| 1944年7月26日  | 1945年3月30日 | 歩兵大将     | フリードリヒ・シュルツ （Friedrich Schulz）      |
| 1945年4月1日   | 1945年5月7日  | 歩兵大将     | ヴィルヘルム・ハーゼ （Wilhelm Haase）           |